# Городская усадьба Венедиктовых — Шнаубертов — Моносзона
Городская усадьба Венедиктовых — Шнаубертов — Моносзона — здание в центре Москвы (Колпачный пер., д. 14/5). Построено на основе палат XVIII века. Городская усадьба имеет статус объекта культурного наследия регионального значения.

## История
В XVIII веке по красной линии Колпачного переулка располагались слободские палаты. В конце XVIII века палаты вошли в состав большой усадьбы Венедиктовых и были перестроены. Они серьёзно пострадали во время пожара 1812 года. После этого новый владелец палат, врач и коллежский асессор немецкого происхождения Карл Андреевич Шнауберт, основательно их перестроил. К главному дому был пристроен служебный корпус.
Во второй половине XIX века часть усадьбы на углу Колпачного и Хохловского переулков была приобретена Б. Ш. Монозсоном. В начале XX века по заказу его вдовы Мирки (Мери) Михелевны усадьба была перестроена архитектором С. С. Эйбушицем. Он объединил флигель с главным домом, добавил усадьбе эклектичный декор и сделал угловой балкон с кованой решёткой. Семья Монозсонов владела этим домом вплоть до Октябрьской революции.
В советское время в бывшую усадьбу занимал «Атомэнергокомплект», позднее — офисы различных компаний. В 2018 году появились планы реставрации здания. Закончить работы предполагается до конца 2019 года. 21 июля 2020 Мосгорнаследие согласовало проектную документацию на реставрацию и приспособление для современного использования. По поводу усадьбы в Измайловском районном суде рассматривается дело об оспаривании решения Департамента культурного наследия города Москвы